# Dhoul
Dhoul (Cuon alpinus), někdy též dhól, ryšavý pes, vlk rudý či dříve nesprávně vlk alpský, je psovitá šelma a jediný druh rodu Cuon. Je rozšířen v jižní, východní a jihovýchodní Asii. Živí se středně velkými kopytníky, menšími živočichy a někdy i ovocem. Žije ve skupinách, které obvykle čítají do 12 jedinců. Jeden jeho poddruh žil na území Čech v době pozdního pleistocénu. Dhoul je veden Mezinárodním svazem ochrany přírody jako ohrožený druh a odhaduje se, že ve volné přírodě žije asi 1 000 až 2 200 dospělých jedinců.

## Rod a jméno
Dhoul je jediným zástupcem rodu Cuon. Tento rod se od rodu Canis odlišuje tím, že jeho zástupci mají nižší počet stoliček a vyšší počet struků.
Český název dhoul je odvozen z anglického pojmenování dhole. Žádný domorodý indický název se nepodobá tomuto slovu, jež se objevilo jako údajný místní název v dílech anglických autorů v počátcích kolonizace. Etymologie tohoto jména není zcela jasná. Vyskytuje se teorie, že je odvozeno od názvu pro vlka v jihoindické kannadštině: tōḷa. Někteří autoři 19. století spojovali toto slovo s tureckým deli (bláznivý, šílený). Tamilové ho nazývají červený pes (sen naal), Maráthové mu přezdívají kólsún, hindská jména jsou sónkuttá ("zlatopes") či džanglí kuttá ("lesní pes"), bengálský název je rámkuttá ("Rámův pes"). Thajsky se nazývá mánai, vietnamsky sói đỏ, indonésky ajak (vysl. "aďak"). Na jihovýchodní Sibiři ho Tuvinci nazývají subri, v Mongolsku ulaan čono ("rudý vlk"), v Tibetu mu říkají pharčang. (Názvy převzaty z hesel Wikipedie v příslušných jazycích.)

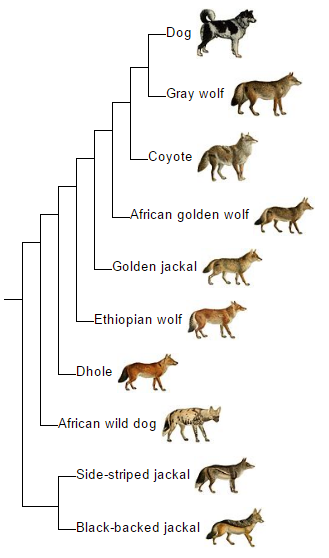
Fylogenetický strom tzv. vlčí skupiny psovitých

## Evoluce a taxonomie
Dhoulové mají svůj původ v pleistocenním období. Příbuznost s jinými psovitými šelmami je stále předmětem sporů. Podle všeho mají blíže k vlkům, psům hyenovým nebo šakalům obecným než k šakalům čabrakovým či pruhovaným. Podle jedné z teorií se stali sociálními zvířaty žijícími ve smečkách adaptací na sdílení životního prostoru s tygry a levharty.
Celkem existuje 6 uznávaných poddruhů dhoulů, z toho 3 již vyhynuly.
- Cuon alpinus alpinus (Pallas, 1811) – dhoul východní nebo ussurijský
- Cuon alpinus hesperius (Afanasjev and Zolotarev, 1935) – dhoul západní nebo ťanšanský
- Cuon alpinus sumatrensis (Hardwicke, 1821) – dhoul sumatranský nebo sumaterský[3]
- Cuon alpinus europaeus (Bourguignat, 1875) † – žil ve střední a alpské Evropě, mj. i na území dnešní České republiky
- Cuon alpinus fossilis (Nehring, 1890) † – žil v Německu
- Cuon alpinus priscus (Thenius, 1954) †

Poddruh Cuon alpinus alpinus, který je největší a nejrozšířenější, se někdy dělí na samostatné poddruhy jako je dhoul čínský, indický či sundský. Některé zdroje udávají existenci 10 až 11 poddruhů.

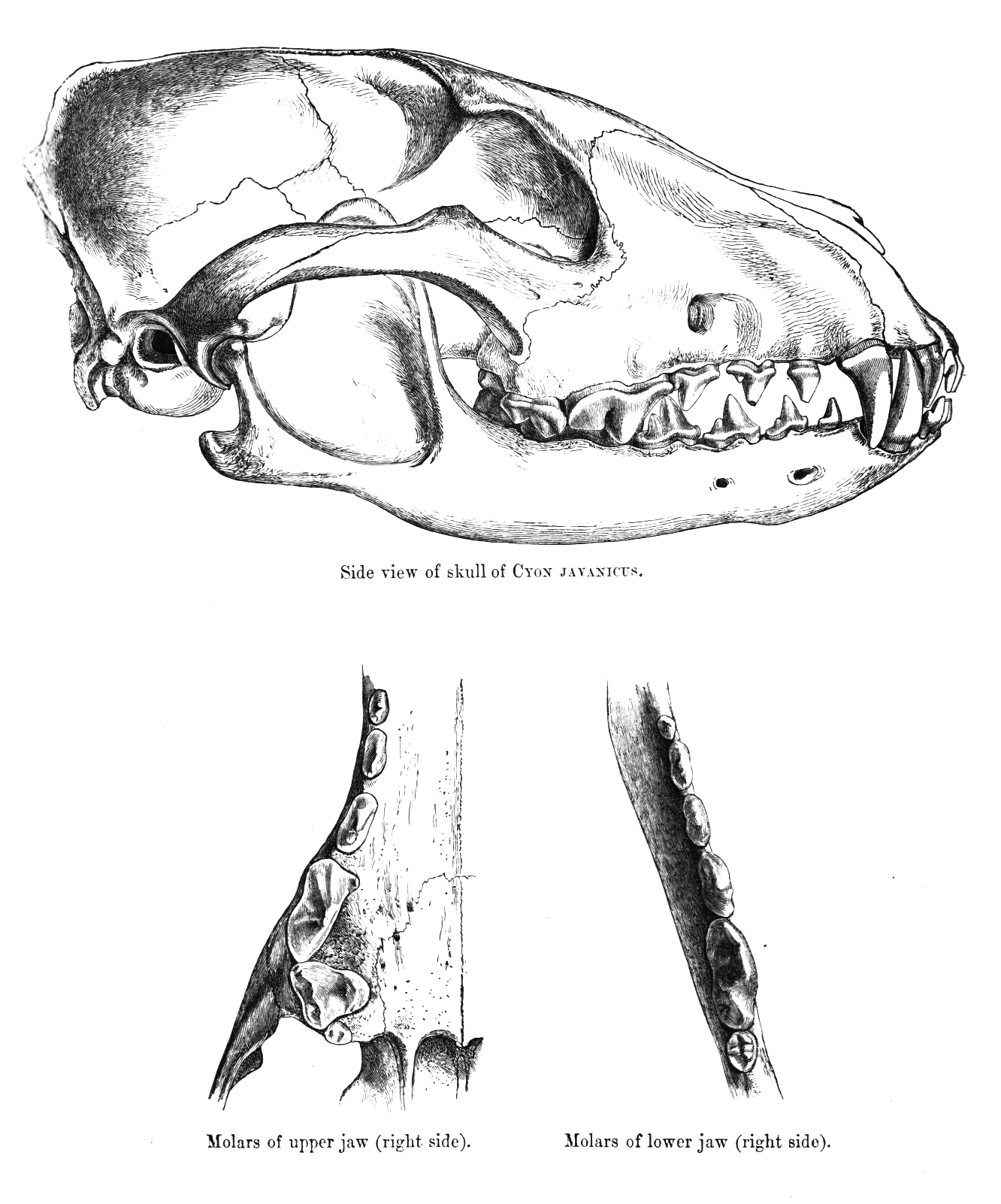
Lebka jávského dhoula

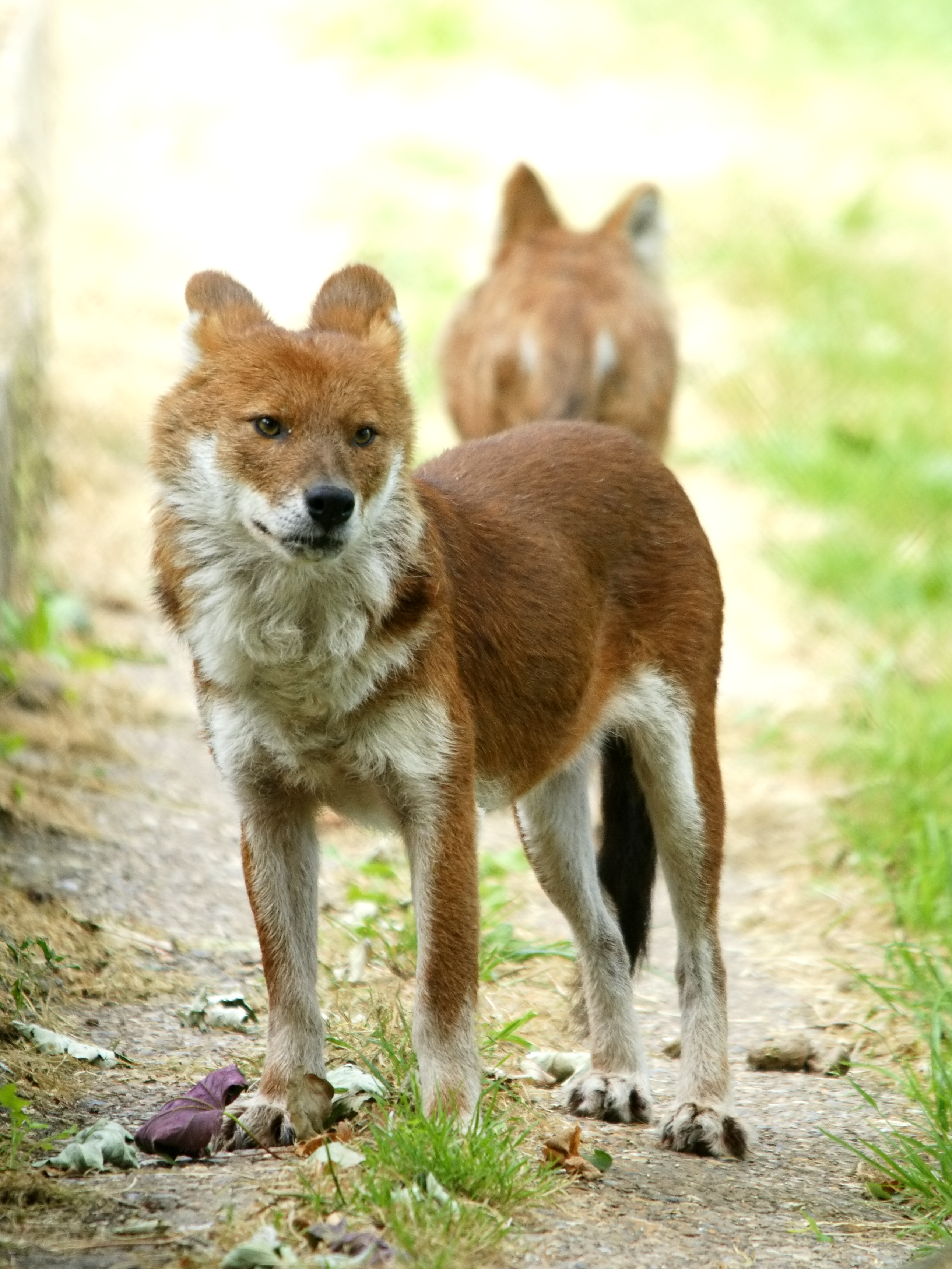
Pár dhoulů z Port Lympne Wild Animal Park, Kent, U.K.

## Popis
- Délka těla: 88–113 cm[6]
- Délka ocasu: 32–50 cm[12]
- Výška v kohoutku: 43–56 cm[13]
- Hmotnost: 10–21 kg (samice obvykle 10–17 kg, samci nejčastěji 15–21 kg)[12]

Dhoulí feny mají 6–7 párů struků, přičemž u ostatních psovitých je běžných 5 párů. Stoličky jsou slabší a je jich méně než mají ostatní psovití. Zubní vzorec je I 3/3, C 1/1, P 4/4, M 2/2. Zbarvení srsti osciluje od rudé, rudohnědé či ryšavé na hřbetu a bocích po béžové až žlutobílé na břiše a hrdle. Spodní část těla je obvykle světlejší, ale není to vždy pravidlem. Ocas je sytěji do hněda zbarvený a na svém konci může být až téměř černý. Dhoulové mají vůči tělu relativně kratší nohy, ale přesto dokáží výborně skákat jak do dálky tak do výšky. Jsou schopni běžet rychlostí až 50 km/h, což je mezi psovitými nepříliš výrazný výkon. Dhoulové vydávají různou paletu zvuků ("křik", "mňoukání", "kdákání"), z nichž nejvýraznějším je hvízdání, které používají ke shromáždění členů klanu v hustém lesním porostu. Dhoulové se dožívají v průměru 10–15 let, v zajetí i více. Sexuálně zralí jsou ve věku 1 rok.

## Rozšíření
Dříve byl dhoul rozšířen v jižní, východní a jihovýchodní Asii – v Kazachstánu, Kyrgyzstánu, Pákistánu, Afghánistánu, Tádžikistánu, Rusku, Číně, Tibetu, Mongolsku, Nepálu, Indii, Bhútánu, Bangladéši KLDR, Jižní Koreji, Myanmaru, Indočíně, Thajsku, Malajsii, Sumatře a Jávě. V poslední době ledové žili i v Evropě a podle jednoho nálezu zřejmě i v Severní Americe. Dokonce i na Sardinii žil tzv. dhoul sardinský (Cynotherium sardous), který však nebyl blízce příbuzný se skutečným rodem dhoul – Cuon.
V současnosti nejsou zprávy o výskytu dhoulů v Rusku a bývalých republikách Sovětského svazu. V Číně s výjimkou Tibetu se vyskytují jen zcela vzácně na jihu. V Severní Koreji zřejmě stále žijí, ale chybí hodnověrné údaje. V Indii jsou poměrně rozšíření, ale jejich počty výrazně klesají. V podhůří Himálají a v Kašmíru se místy vyskytují. V Bhútánu se populace dhoulů uzdravuje z travičské kampaně, kterou od 70. let 20. století vedla proti těmto zvířatům vláda. V Bangladéši je jejich výskyt nepotvrzený. V Myanmaru přežívají zhruba na 11 místech. V Thajsku a Indočíně je jejich populace velmi roztříštěná. V Malajsii žijí na 4 místech. Na Jávě a Sumatře se vyskytují v rezervacích.
Biotop dhoulů je poměrně různorodý. Osciluje od tropických deštných lesů, přes střídavě vlhké lesy, sušší tropické lesy, savany, stepi, polopouště, horské oblasti až po opadavé lesy mírného pásu. Nežije v pouštních oblastech. Přes schopnost žít v různých podmínkách preferují tyto šelmy spíše řidčeji zalesněný terén před čistě travnatým.

## Ekologie a chování

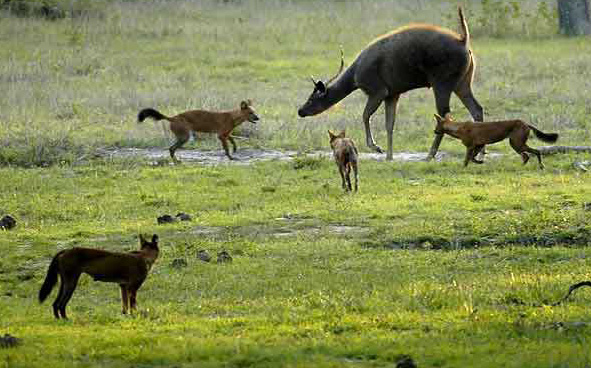
Dhoulové útočící na sambara

Dhoulové jsou v některých ohledech více společenští než vlci, ale mají méně hierarchické členění skupiny. Sociální strukturou se nejvíce podobají psům hyenovým. Hlavní roli ve skupině hraje alfa samice. Dominantní dhoulové jsou poměrně obtížně identifikovatelní, neboť nedávají příliš výrazně najevo svou převahu. Podřízení členové jim nicméně občas prokazují své submisivní postavení. Žijí spíše v klanech než ve smečkách. Zvířata ve smečkách loví vždy společně, klany nikoli. Klany tvoří několik skupin po 3 až 5 zvířatech, které především v jarním období žijí a loví osamoceně. Během ostatních ročních období se tyto skupiny sdružují do klanů, které čítají obvykle 5 až 12, ale někdy až 40 zvířat. V Indii bývají klany (smečky) početnější, než je tomu v oblastech stálezelených tropických lesů jihovýchodní Asie. V minulosti mohly být tyto skupiny ještě početnější. Dhoulové nejsou příliš teritoriálními šelmami a neexistuje důkaz, že by používali moč či drápali zem při značkování svého území, jako to dělají jiní psovití. Velikost území jedné skupiny se pohybuje od 12 do 199 km2. Více než jiní psi jsou dhoulové spjati s vodou. I během požírání kořisti se často odbíhají napít, ve vodě se mnohdy chladí a hrají si v ní.

### Rozmnožování
U indických dhoulů spadá páření do období mezi říjnem a lednem. Na rozdíl od vlčích smeček, může u dhoulích klanů zabřeznout více než jedna samice. Březost trvá 60–63 dnů a vrh čítá obvykle 4–6 mláďat, výjimečně až 12. Štěňata rostou rychleji než vlčata a sají mléko nejméně 58 dní. Během té doby klan krmí samici v doupěti či v jeho blízkosti. I po odstavení štěňat zůstává alespoň jeden dospělý člen klanu u doupěte, když jsou ostatní na lovu. Ve věku 6 měsíců se mláďata přidávají k loveckým výpravám dospělých, přičemž asi od 8 měsíců věku se podílejí na zabíjení větší kořisti. Mláďata vyrůstají v doupatech, která mohou být buď jednoduchá (díra v zemi, dutina pod velkým kamenem) nebo velká a komplexní (podzemní síť chodeb).

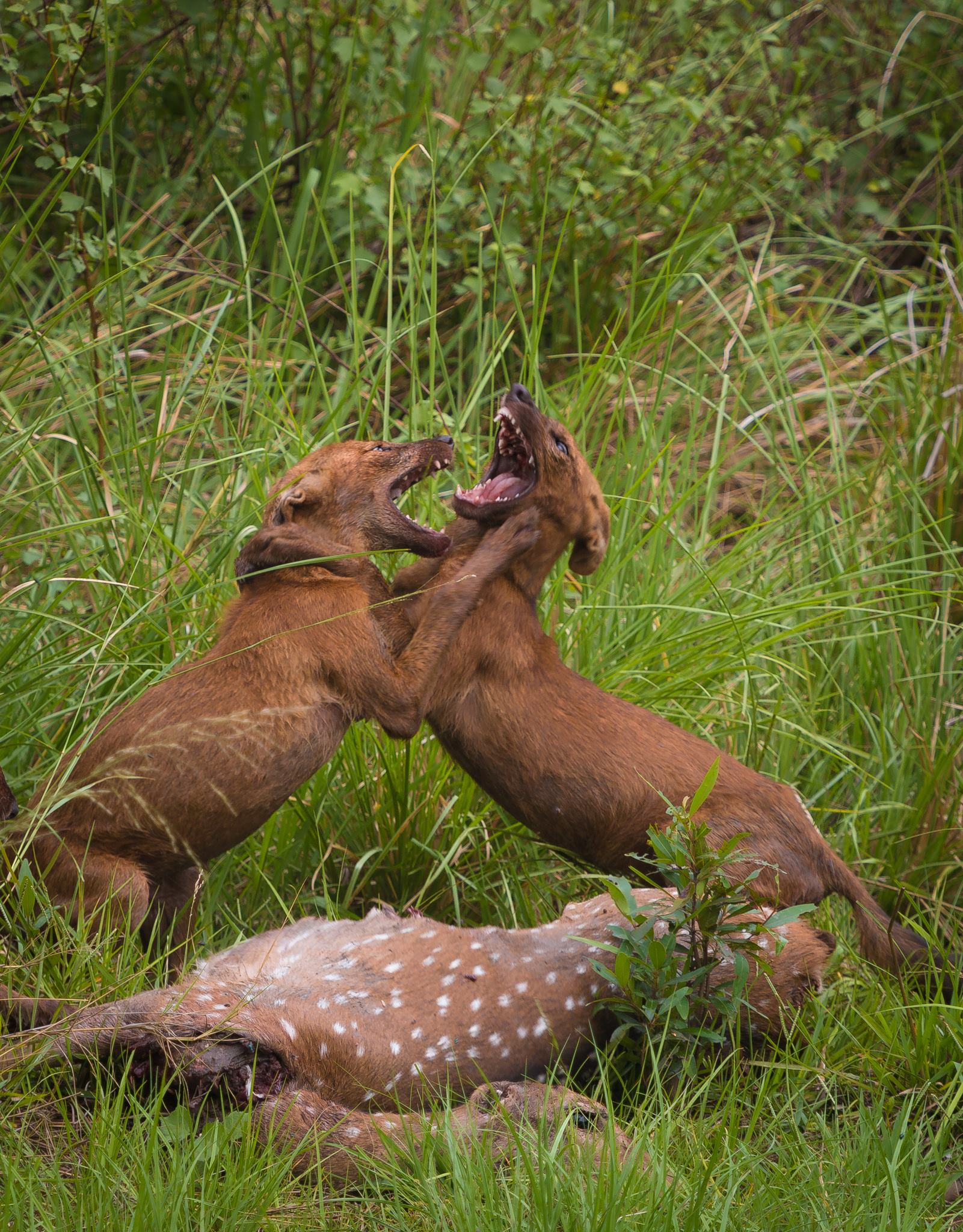
Agresivní chování dhoulů u mrtvého axise

### Potrava, lov, konzumace kořisti
Dhoul loví velké množství různých zvířat, především jeleny. Patří mezi ně axis (čital), sambar, muntžak, kančil, barasinga, sika, jelen lyrorohý, různé druhy srnců a další. Dále je na jejich jídelníčku divoké prase, gaur, vodní buvol, banteng, antilopa nilgau, koza, zajíc, krysa himálajská, koza šrouborohá, kozorožec sibiřský, hulman a skot. Občas chytá i ptáky a hmyz. Existuje alespoň jeden záznam, že ulovili mládě slona, navzdory houževnaté obraně matky, jež způsobila zranění či zabití několika útočníků. Nejsou známy případy, že by dhoulové napadli člověka (kromě zvířat se vzteklinou). Jako doplněk stravy jedí ovoce a to v míře větší, než jiní psovití. V pohoří Ťan-šan byli pozorováni, jak konzumují velké množství rebarbory. V zajetí se rovněž rádi živí trávou či různými rostlinami. Dhoulové loví dobytek v podstatně menší míře než například vlci. Nicméně v Bhútánu bylo dříve napadání dobytka ze strany dhoulů považováno za poměrně velký problém.
Předtím, než se klan vydá na lov, dochází k předloveckým sociálním rituálům, jež zahrnují tulení, tření těl a napodobování sexuálního aktu. Dhoulové jsou především denními lovci, spoléhají se převážně na zrak a loví nejčastěji v brzkých ranních hodinách (mezi 5:00 a 8:30). Nejsou sice tak rychlí jako jiné psovité šelmy, ale na druhou stranu dokáží svou kořist pronásledovat mnoho hodin. Během nahánění a útočení na kořist se jednotliví členové klanu střídají v aktivitě. Většina štvanic je krátká, končí do 500 metrů. Dhoulové často zaženou pronásledované zvíře do vody a tím ho výrazně zpomalí. Ve vodě někdy svou kořist i zabíjejí.
Pokud větší kořist doženou, jeden dhoul chytne zvíře za čumák a ostatní psi, kteří ho drží za slabiny a zadní nohy, ho strhnou na zem. Nezabíjejí prokousnutím hrdla. Občas oslepí svou kořist prokousnutím očí. Psi rozpářou kopytníkům slabiny a břicho a sežerou vnitřnosti, kromě žaludku, který obvykle nekonzumují. První nechají nažrat mláďata, když jsou nablízku. Větší úlovek si jednotliví psi roztrhají a žerou v ústraní. Mrchožrouti dhoulům u kořisti většinou nevadí. Serau je zřejmě jediný kopytník, který se dhoulům dokáže účinně bránit – má silnou kůži a krátké ostré rohy, jimiž může psy snadno probodnout.

Dhoulové si vyvinuli některé zvláštní adaptace týkající se požírání kořisti, které mají za cíl omezit ztrátu pracně ulovené potravy ve prospěch kleptoparazitů - tygrů, levhartů, lidí, vlků, hyen a dalších. Žerou velmi rychle, k čemuž mají uspořádaný chrup. Konzumace kořisti se většinou obejde bez agrese (nikoliv bezvýhradně). Jejich žaludek dokáže pojmout relativně velké množství potravy (až 3 kg), z níž část mohou následně vyvrhnout zpět (mláďatům či členům smečky, kteří se neúčastnili lovu). Jeden nebo více jedinců při žraní hlídá a kontroluje přítomnost případné konkurence či nebezpečí.

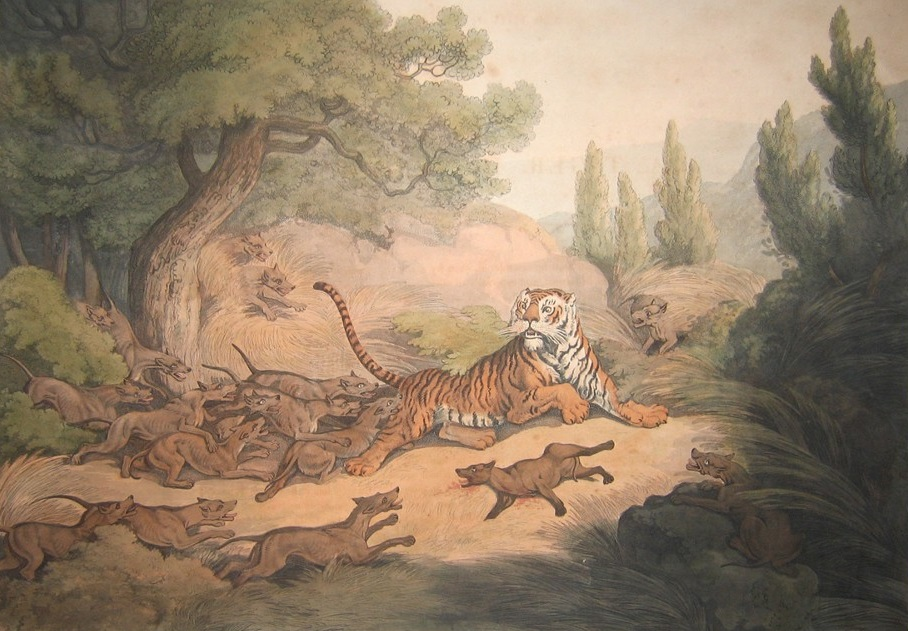
Velká skupina dhoulů útočí na tygra, kresba z roku 1807

Málokdy se vracejí ke staré kořisti resp. jen výjimečně požírají mršiny. Děje se to v zásadě jen v obdobích nedostatku potravy.

## Vztahy s ostatními predátory

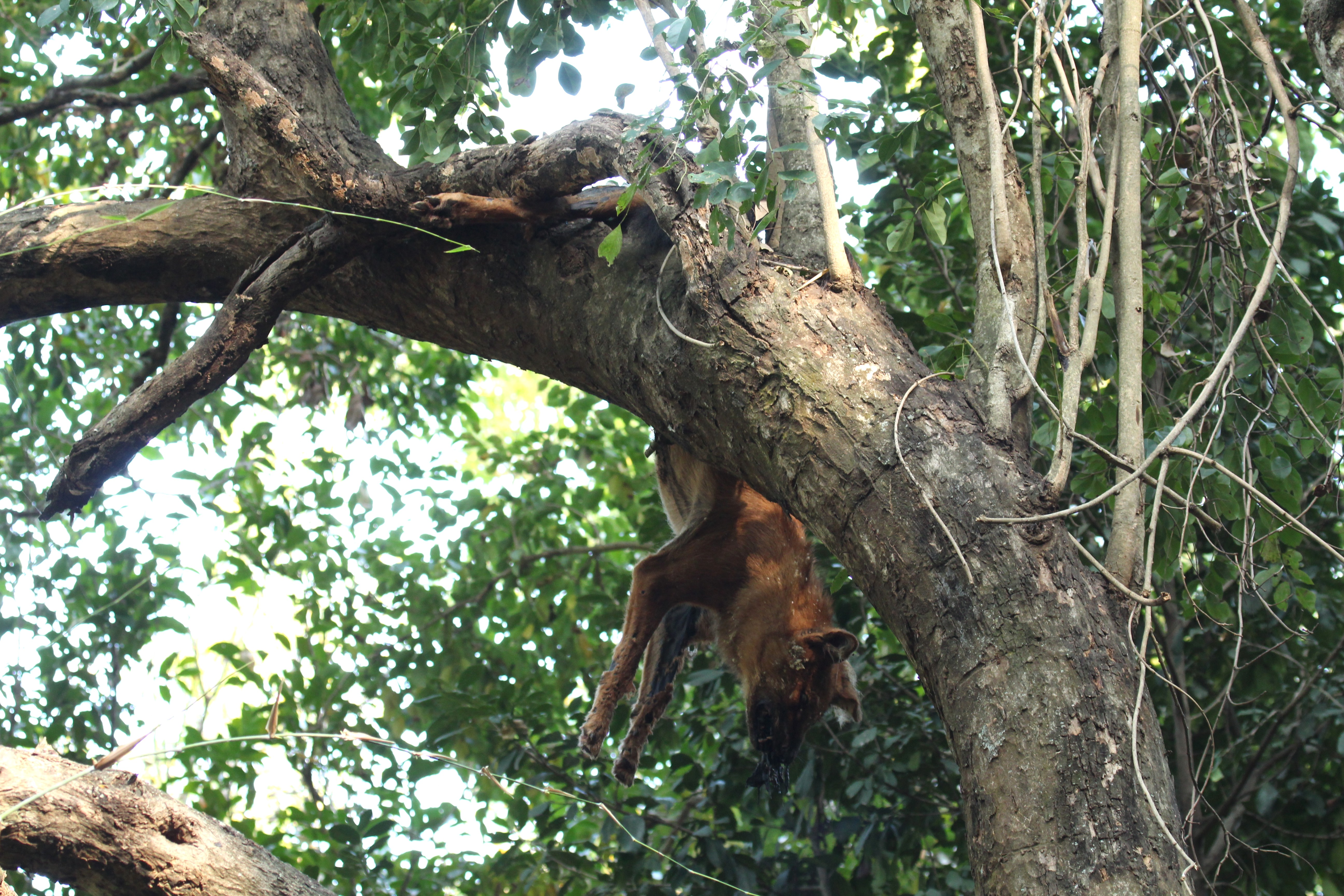
Levhartem zabitý dhoul zachycený ve větvích stromu.

V některých oblastech žijí dhoulové společně s tygry a levharty. Soupeření mezi těmito šelmami je zčásti eliminováno jiným výběrem kořisti, ačkoli k překrývání a tím i kompetici dochází. Dhoulové a levharti napadají téměř výhradně kořist maximálně 175 kg těžkou (průměr na dhouly je 35,3 kg, na levharty 23,4 kg), zatímco tygři dokáží útočit na zvířata těžší než 176 kg (nicméně tygří průměr je 65,5 kg). Každý z těchto predátorů navíc upřednostňuje jiné druhy a někdy i pohlaví v rámci jednoho druhu, což omezuje vzájemnou konkurenci.
Tygři dhouly občas zabíjejí, jako to dělají s ostatními šelmami. Ve zcela vzácných případech dhoulové naopak napadají tygry. Pokud k tomu dojde, tygři se většinou brání tak, že zadní část těla drží u stromu či křoví a odráží útoky psů. Když se rozhodnou tuto výhodnou obrannou pozici opustit a pokusí se utéct, jsou obvykle dhouly zabiti. V opačném případě většinou přežijí. Za zabití tygra psi v mnoha případech platí značnými ztrátami, neboť tygr dokáže dhoula usmrtit jediným úderem tlapy. Je zaznamenán případ, kdy tygr zabil z útočících 22 dhoulů 12, a pak teprve podlehl – psi mu při závěrečném útoku roztrhali břicho. Celý zápas trval více než hodinu.
Leopardi loví dhouly, pokud k tomu mají příležitost (mláďata, osamocení jedinci) a naopak smečky dhoulů se snaží napadat levharty a odhánět je od kořisti, kdykoli mohou. Byl zaznamenán případ, kdy pouzí dva dhoulové zahnali levharta na útěk. Obecně bývá interakce mezi dhouly a levharty agresivnější než mezi dhouly a tygry, a to zřejmě z toho důvodu, že levharti loví dhouly častěji než tygři.
Dříve se myslelo, že dhoulové byli důležitým faktorem v redukci asijské gepardí populace, nyní je tento názor zpochybňován. Dhoulí klany příležitostně napadají černé medvědy himálajské a medvědy pyskaté, přičemž se jim snaží zabránit, aby našli útočiště v jeskyni.
Často se zdůrazňuje nepřátelství dhoulů vůči vlkům. Tuto animositu popsal například Rudyard Kipling v Knize džunglí, kde boj obou skupin zvířat vylíčil téměř jako nenávistnou vyhlazovací válku. Vzájemná konkurence mezi nimi určitě panuje, nicméně v mnoha případech dokáží tyto dvě psovité šelmy lovit a živit se jedna vedle druhé. Dhoulové výjimečně vytvářejí smíšené skupiny s šakaly obecnými.

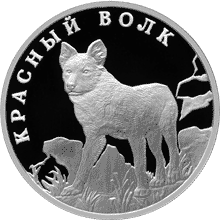
Dhoul alias rudý vlk na ruském pamětním rubl z roku 2005

## Hrozby, lov a ochrana
Hlavní hrozbou pro dhouly je úbytek jejich přirozené kořisti. To se týká především lesů jihovýchodní Asie, v nichž jsou populace kopytníků zdecimované lidmi. Dalším problémem je ztráta či přeměna životního prostředí. Důvodem je komerční těžba dřeva, zakládání plantáží palmy olejné, rozšiřování zemědělské půdy především na pastviny a stavba rozsáhlých infrastrukturních projektů.
Podobně jako mnohé další psovité šelmy byli i dhoulové lidmi odedávna pronásledováni. Indové je zabíjeli kvůli ochraně dobytka a britští kolonizátoři proto, že je obviňovali z úbytku populace divokých lovných zvířat. Za mrtvé dhouly se platily i odměny. Od roku 1972 jsou v Indii na základě "Wildlife Protection Act" chráněni, neboť jejich počty do té doby extrémně poklesly. Kůže dhoulů není a nebyla příliš vyhledávána jako trofej či obchodní artikl s výjimkou Mandžuska a Dálného východu, kde byla jejich zimní kožešina považována za nejteplejší a byla velmi drahá. V Rusku panuje zákaz lovu od roku 1974, přesto zde v současnosti pravděpodobně již nežijí. V jiných státech jsou chráněni především v rámci rezervací. Tyto zákazy nedokáží zabránit pytlákům a farmářům v jejich zabíjení.
Kromě lovu a ničení životního prostředí ohrožují dhouly především nemoci jako vzteklina a psinka zavlečené mezi ně zdivočelými psy domácími.
Útoky dhoulů na člověka (vyjma případů onemocnění vzteklinou) nejsou známy, je však možné, že některé útoky na lidi, připisované vlkům (např. v indickém státě Uttarpradéš v 70. letech 19. stol.) způsobili dhoulové.
V některých částech Indie došlo v důsledku dlouholetého žití v blízkosti lidí k zajímavému přizpůsobení ze strany dhoulů. Po celé generace je někteří vesničané sledovali při lovu a pak jim kradli čerstvě zabitou kořist. Dhoulové na to zareagovali tím, že jakmile zaregistrují přítomnost člověka během lovu, útok přeruší. V těchto oblastech je proto velmi těžké vidět tyto psy zabíjet kořist.
Odhady celkové dhoulí populace oscilují od 949 po 2215 dospělých jedinců a počty mají klesající úroveň. IUCN proto vyhodnocuje šelmu jako ohroženou vyhubením.

### Dhoulové v lidské kultuře
Dhoulové se objevují na buddhistických kamenných reliéfech Bhárhut stúpa z roku asi 100 př. n. l. V některých starých evropských textech – například v ostrogótských ságách – jsou portrétováni jako pekelní psi. Asi nejznámější a velmi negativní popis dhoulů je v druhé Knize džunglí od Rudyarda Kiplinga. V kapitole Ryšavý pes jsou dhoulové vylíčeni jako krvelačné bestie ničící vše živé, které tvoří obrovské smečky čítající stovky členů. Ostatní obyvatelé džungle se jejich nájezdů velmi obávají a prchají před nimi. Vlčí smečka však pomocí lsti, kterou připraví adoptovaný člověk Mauglí a had Ká, dhouly přes těžké ztráty porazí a jejich nájezd zastaví.
V epizodě zvané Alfa v šesté sérii seriálu Akta X je čínský "kryptodhoule" (Wanshangský dhoul) obviňován z řady zabití.